# Tamagnino
Antonio della Porta, más conocido como Tamagnino ( Osteno, c. 1471 – Porlezza, c. 1520) fue un escultor italiano del Renacimiento .

## Biografía

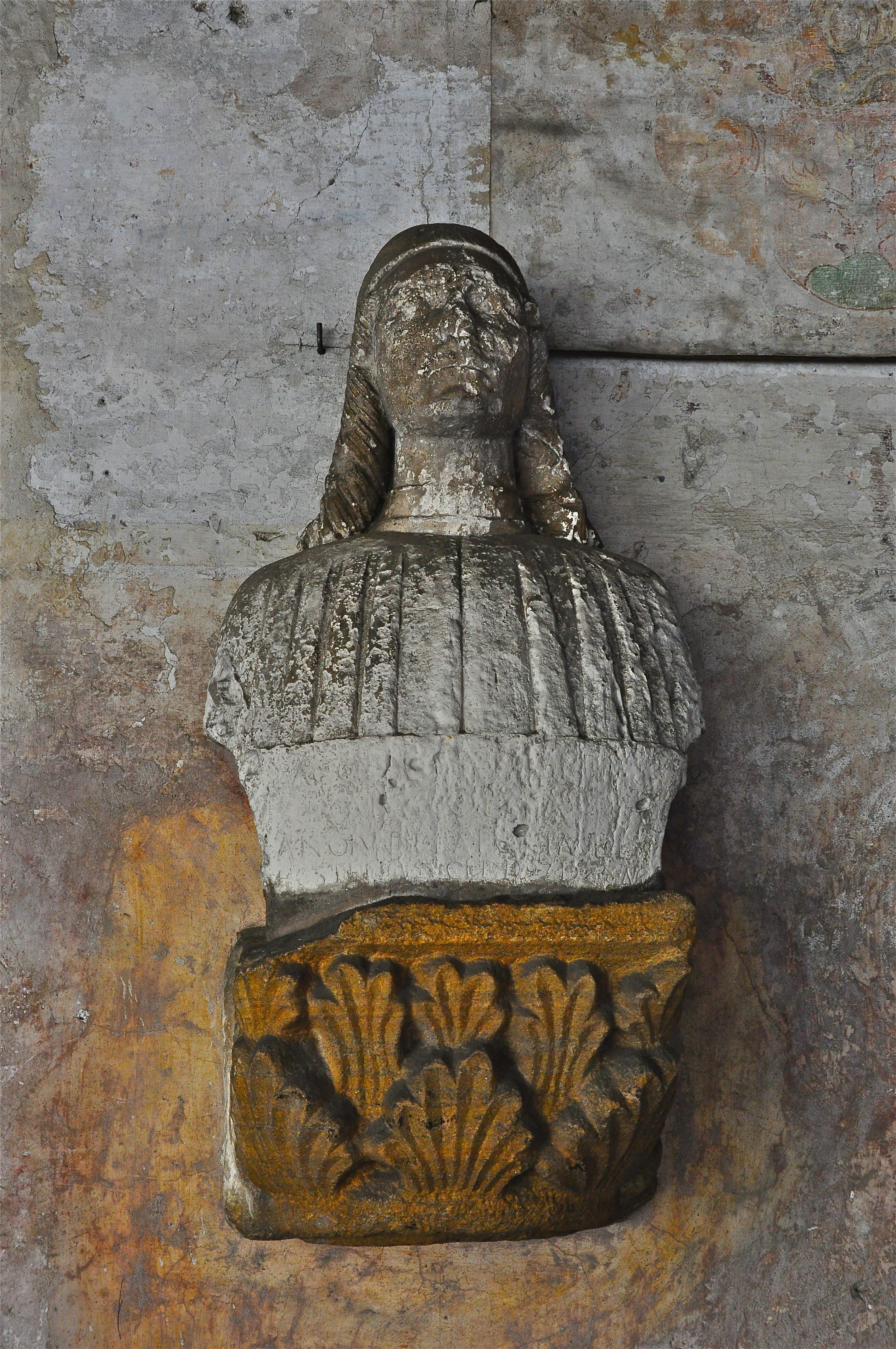
Busto de hombre (1497) encontrado en Castello Visconteo en Locarno

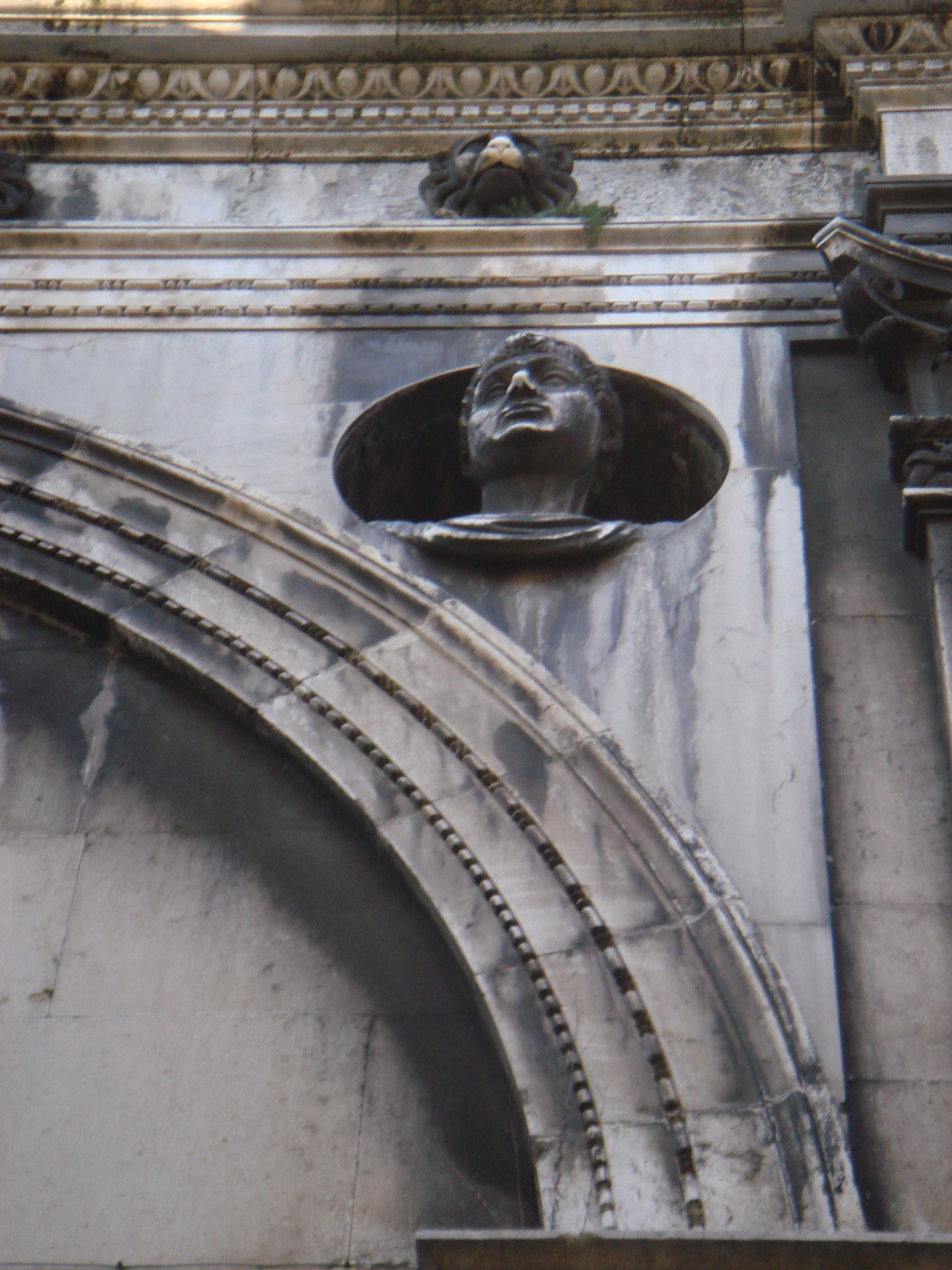
Uno de los Césares de Tamagnino para el Loggia palazzo de Brescia.

Tamagnino, escultor y artista decorativo, perteneciente a una conocida familia de artistas de Porlezza, era hijo de Giacomo (1430-1481), también escultor, y hermano de Guglielmo y Bartolomeo (1460-1514). Su madre era hermana de Maddalena Solari, hija de Guiniforte Solari, ingeniero jefe del Duomo de Milán . Su primera aparición en el registro histórico es en Brescia, cuando se le encarga un ciclo de doce Ángeles para la cúpula principal de la iglesia de Santa María dei Miracoli, Brescia . Entregó sólo diez, que fueron ejecutados aproximadamente al mismo tiempo que el ciclo de los doce Apóstoles de Gasparo Cairano, y pagados el 24 de diciembre de 1489.
En general, todo el trabajo lapidario durante la construcción de Santa María dei Miracoli que siguió al ciclo de los Apóstoles y en el interior del edificio se debió a Cairano y a su taller. Se supone que los primeros trabajos de los ciclos escultóricos fueron un preludio para el derecho a continuar la obra en la iglesia, y dieron lugar a una competencia entre Tamagnino y Cairano. El ciclo de los Ángeles de Tamagnino es de mayor calidad que el de Cairano, no sólo por la relativa modernidad del estilo del primero, que seguía el neoclasicismo del artista veneciano Antonio Rizzo, sino también por la superior calidad técnica demostrada. Es probable, por tanto, que la captación por parte de Cairano de todos los trabajos lapidarios posteriores en Santa María dei Miracoli tuviera su origen en algún apoyo local, lo que le permitió dejar de lado a Tamagnino. Además de los Ángeles, Tamagnino también entregó tres de los cuatro bustos para las pechinas de la cúpula principal, y los Doctores de la Iglesia, así como dos redondeles más pequeños para el friso de la nave: por estos cinco artefactos, tres de los cuales eran muy grandes, y por los doce Ángeles, Tamagnino fue compensado menos que Cairano por sus Apóstoles.
Esta discriminación es una explicación plausible de la salida de Tamagnino de Brescia, incluso mientras continuaban las obras de Santa María dei Miracoli. Tamagnino consideró que su trabajo estaba infravalorado y mal pagado en comparación con el de Cairano, que por aquel entonces era menos competente que él. Tamagnino recibió el prestigioso contrato para la fachada de la Cartuja de Pavía, que debía realizarse bajo la dirección del padre Amadeo y Antonio Mantegazza. El pacto entre el artista y los dos escultores se estrechó aún más en mayo de 1492, y supuso una formación única para Tamagnino, así como un notable salto en su carrera.
En 1499, el ducado de Milán fue conquistado por los franceses, lo que provocó una diáspora de artistas de la ciudad por todo el norte de Italia y más allá. Esto explica posiblemente el regreso de Tamagnino a Brescia, así como el contrato para la decoración en piedra del palacio de la Loggia, en el que participó entre noviembre de 1499 y junio de 1500. El palacio, inaugurado en 1492 tras la primera salida de Tamagnino de Brescia, estaba entonces en manos de Gasparo Cairano, que desde hacía algunos años se había convertido en el escultor preferido de la élite bresciana, tanto pública como privada..
Antes de la llegada de Tamagnino en 1499, Cairano ya había entregado al menos cinco Césares diferentes y otros trabajos en piedra, pero en ese año sólo hay constancia del pago de un único protome viril, ya que la atención de Cairano estaba completamente absorbida por los dos trofeos gigantes en los que había empezado a trabajar recientemente. En noviembre de 1499, Tamagnino se muestra muy activo: entrega cuatro césares y tres prótomos leoninos, haciendo gala de sus habilidades y su calibre. Pero en los siete meses siguientes, Cairano registra sucesivos avances y balances para trofeos en plena producción que no afectan a sus otros trabajos, mientras que Tamagnino sólo realiza dos Césares y diecisiete bustos leoninos. La realización de bustos leoninos se consideraba repetitiva y podía encomendarse a canteros de escaso calibre, y Tamagnino recibía una remuneración muy inferior a la media que recibía Cairano por artefactos del mismo tipo
Los Césares de Tamagnino, seis en total y de excelente factura, están prácticamente relegados a los flancos sur y oeste, ya la parte trasera del edificio, mucho menos frecuentada. Ante la depreciación de su obra, es probable que el sexto César de Tamagnino, de mucha peor calidad que el resto del ciclo, estuviera destinado a burlarse de Cairano y sus clientes, que por segunda vez habían saboteado el éxito., o al menos el debido reconocimiento al talento de Tamagnino. Después de estos hechos, Tamagnino abandonó Brescia, probablemente para siempre, dejando a Gasparo Cairano como principal exponente de la escena escultórica bresciana.
El Busto de Acellino Salvago de Tamagnino, su obra maestra, se conserva en el Museo Bode de Berlín.